# アル・リファ級哨戒艇
アル・リファ級哨戒艇（アル・リファきゅう しょうかいてい、英語: Al Riffa Class Patrol Boat）は、バーレーン海軍の哨戒艇の艦級。旧西ドイツのリュールセン造船所によって2隻が建造された。
バーレーン海軍が最初期に導入した哨戒艇の一つであり、1979年に発注され、2隻とも1982年3月3日に就役した。一時は3番艇が存在すると報じられたが、実際の就役数は2隻であった。2023年時点で、2隻とも運用中である。

## 設計
リュールセン造船所のFPB38型という基本設計に基づいている。
排水量は資料によって差異があり、半載166t・満載186tとする資料、半載188t・満載205tとする資料などがある。全長は38.5ｍ、最大幅は7.0m、喫水は2.2mで、乗員は士官3名を含む27名である。
機関にはMTU社の16V538 TB92 ディーゼルエンジンを2基装備し、スクリュープロペラ2軸で推進する。機関出力は6,810hpまたは6,815hp、最大速力は32ノットで船体の許容速度に比べるとやや低いが、バーレーンにおける哨戒任務には十分だと判断されたためである。また、長い航続距離も要求されておらず、16ノット時で1,100海里となっている。

## 装備
兵装については資料によって差異があり、とくに機関砲については
- オート・メラーラ 40mm連装機関砲塔×1基、エリコン 20mm連装機関砲塔×1基[1]
- ブレダ 40mm連装機関砲塔×1基[2]
- 40mm機関砲塔×2基[3]

と、かなりぶれがある。
機関砲以外にはスターシェル 57mmロケットランチャー1基と、機雷敷設軌条（搭載数は最大14発）を搭載しており、これに加えて7.62mm機関銃2基があるとする資料もある。FCSにはフィリップス社の9LV 126 電子光学システムによって強化されたCSEE社のリンクス 電子光学方位盤を装備している。
電子装備については、フィリップス社の9GR600 Iバンド対水上捜索レーダーと、レイカル/デッカ社の1226型 Iバンド航海レーダーを搭載している。ソナーは搭載していない。電子戦・対抗装備としては、レイカル社のRDL-2ABC ESM装置と、ワロップ社のバリケード チャフ発射機がある。

## 同型艦
| 番号 | 艦名                  | 建造所             | 進水       | 就役          | 状況 |
| ---- | --------------------- | ------------------ | ---------- | ------------- | ---- |
| 10   | アル・リファ Al Riffa | リュールセン造船所 | 1981年 4月 | 1982年 3月3日 | 現役 |
| 11   | ハワル Hawar          | リュールセン造船所 | 1981年 7月 | 1982年 3月3日 | 現役 |